# 1997 BF7
1997 BF7 är en asteroid i huvudbältet som upptäcktes den 28 januari 1997 av Beijing Schmidt CCD Asteroid Program vid Xinglong-observatoriet.
Asteroiden har en diameter på ungefär 9 kilometer.